# 王表 (嘉靖進士)
王表（1487年—？），字邦正，號九巖，直隸常州府無錫縣人，軍籍，明朝政治人物。

## 生平
正德十一年（1516年）丙子科應天府鄉試第一百十七名舉人。嘉靖八年（1529年）中式己丑科會試第一百五十三名，登第二甲第四十三名進士。四月考选庶吉士，改戶部主事，乞求南方任职以方便奉养，補禮部，官礼部郎中。称病告歸，終念母老，遂致仕。王表居官僅四載，愷悌樂善，人称王老佛。

## 家族
曾祖王遜；祖父王子輝，曾任壽官；父王冕，曾任義官。母唐氏。具庆下。弟王業，號五湖，順天鄉試舉人，兵部司務。